# NGC 799
NGC 799 (również PGC 7741 lub UGC 1527) – galaktyka spiralna z poprzeczką (SBa), znajdująca się w gwiazdozbiorze Wieloryba. Odkrył ją Lewis A. Swift 9 października 1885 roku. Oddziałuje grawitacyjnie z sąsiednią galaktyką NGC 800.
W sierpniu 2004 w galaktyce zaobserwowano wybuch supernowej SN 2004dt.